# Jean Tamini
Jean Tamini (Monthey, 9 dicembre 1919 – 13 marzo 1993) è stato un calciatore svizzero, di ruolo attaccante.

## Carriera
Con la maglia del Servette vinse il campionato svizzero nel 1946 e nel 1950 e la Coppa di Svizzera nel 1947.

## Palmarès

### Club

#### Competizioni nazionali
- Campionato svizzero: 2

Servette: 1945-1946, 1949-1950
- Coppa Svizzera: 1

Servette: 1948-1949